# Lúcia dos Santos

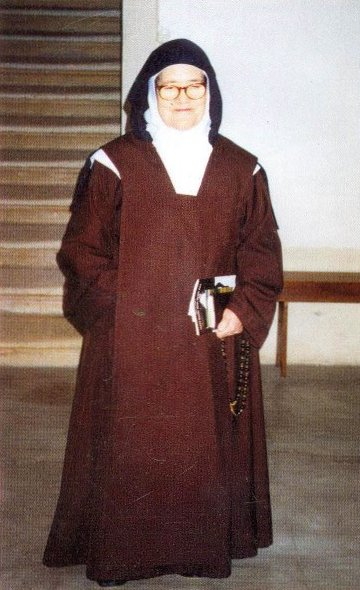
Lúcia dos Santos

Lúcia de Jesus dos Santos, OCD. (28. března 1907 Aljustrel, Fátima – 13. února 2005 Coimbra), známá také jako sestra Lucie z Fátimy, řeholním jménem Sestra Maria Lúcia od Ježíše a Neposkvrněného srdce, byla portugalskou karmelitkou a jedním ze tří dětí, mezi něž patřila také její sestřenice Jacinta Martová a bratranec Francisco Marto, které byly svědky mariánského zjevení ve Fátimě v roce 1917.

## Beatifikační proces
Její beatifikační proces započal dne 13. února 2017. Dne 22. června 2023 ji papež František podepsáním dekretu o jejích hrdinských ctnostech prohlásil za ctihodnou.